# آنفیسا پوچکالووا
آنفیسا پوچکالووا (اوکراینی: Анфіса Сергіївна Почкалова؛ زادهٔ ۱ مارس ۱۹۹۰) شمشیرباز اهل اوکراین است.